# Santo Domingo Yanhuitlán
Santo Domingo Yanhuitlán ist ein Ort mit ca. 1.000 Einwohnern und der Verwaltungssitz der gleichnamigen Gemeinde (municipio) mit insgesamt etwa 1.700 Einwohnern im Nordwesten des Bundesstaates Oaxaca in Mexiko.

## Lage und Klima
Der Ort Santo Domingo Yanhuitlán liegt in der Mixteca Alta unmittelbar an der Verbindungsstraße N190 (Panamericana) zwischen Mexiko-Stadt und Oaxaca de Juárez ca. 92 km (Fahrtstrecke) nordwestlich der Stadt Oaxaca in einer Höhe von ca. 2130 m; größte Stadt in der näheren Umgebung ist das ca. 16 km südöstlich gelegene Asunción Nochixtlán. Das Klima ist trocken und warm; der insgesamt eher spärliche Regen (ca. 530 mm/Jahr) fällt hauptsächlich während des Sommerhalbjahrs.

## Bevölkerungsentwicklung
| Jahr      | 2000 | 2010  | 2020  |
| Einwohner | 839  | 1.002 | 1.085 |

Die zum Teil aus dem Umland zugewanderten Bewohner des Ortes sprechen in der Regel mixtekische oder Nahuatl-Dialekte.

## Wirtschaft
Die Menschen der Region leben noch heute weitgehend als Selbstversorger von den Erträgen ihrer Felder (Mais, Weizen) und Gärten (Kartoffeln, Bohnen, Tomaten, Chili etc.) Viehzucht wird nur in geringem Umfang betrieben (Hühner, Truthühner). Aufgrund seiner Lage eignet sich der Ort als Rastplatz nahe der Hauptstraße.

## Geschichte
Bereits in vorspanischer Zeit war Yanhuitlán ein wichtiges Wirtschafts- und Handelszentrum der Mixteken-Indianer. An der Stelle des Dominikanerklosters erhob sich wahrscheinlich ein hauptsächlich aus Adobe-Ziegeln und Holz gebautes Heiligtum. Die hier lebenden Indianer leisteten sowohl Widerstand gegen die aztekische als auch gegen die spanische Okkupation. Um die Mitte des 16. Jahrhunderts erbaute der Dominikanerorden auf dem aufgeschütteten Unterbau des indianischen Tempels die bis dahin größte und höchste Kirche ganz Amerikas.

## Sehenswürdigkeiten

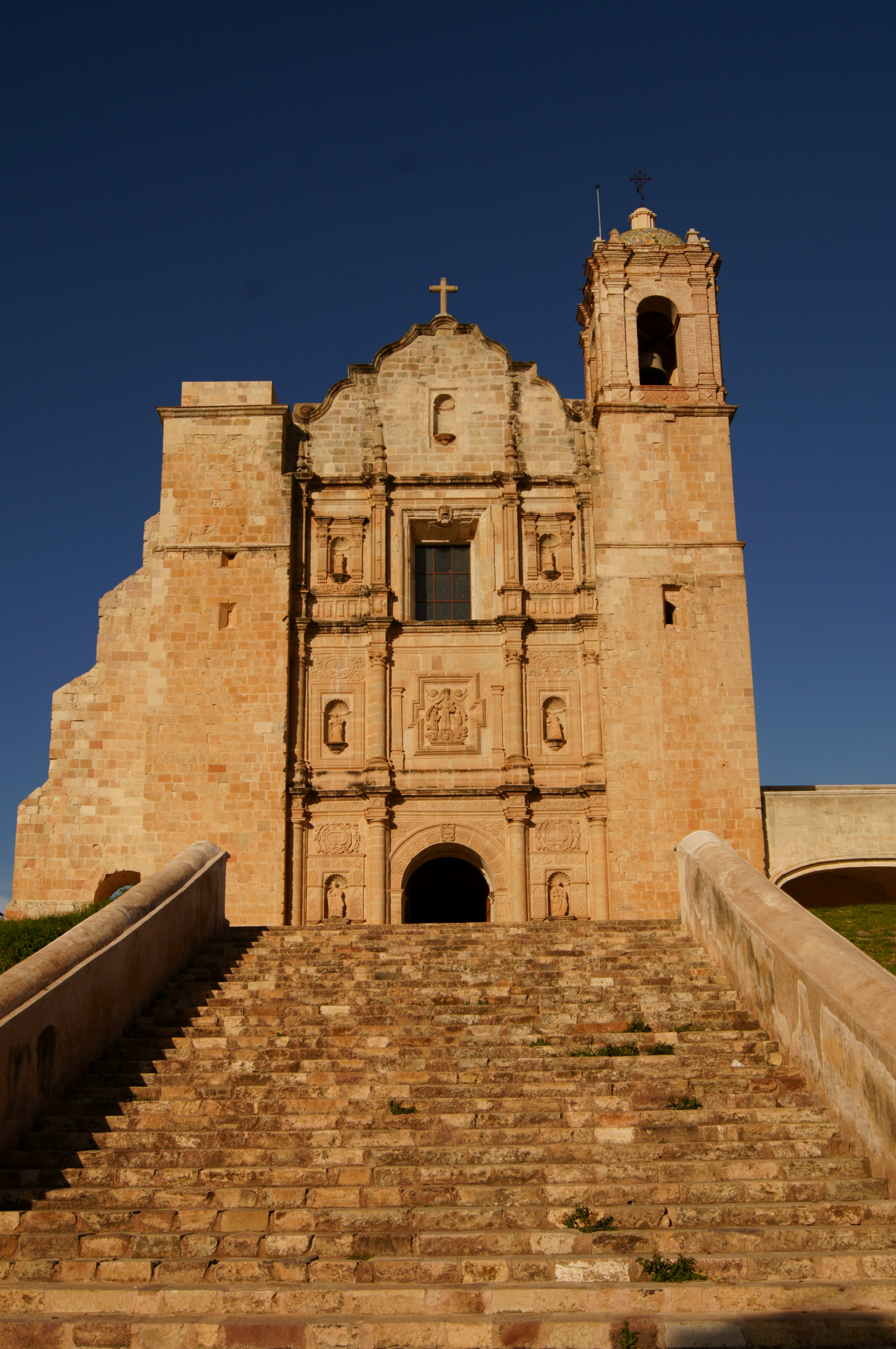
Treppenaufgang und Fassade

- Die ehemalige Klosterkirche Santo Domingo wurde um das Jahr 1540 begonnen und wahrscheinlich um 1575 fertiggestellt; sie macht insgesamt einen europäischen Eindruck, doch ist davon auszugehen, dass auch mixtekische Steinmetze am Bau beteiligt waren. Während die Portalzone eindeutige Renaissanceformen zeigt, sind die Untergeschosse der beiden Türme völlig schmucklos; sie dienen – wie auch einige gestufte Strebepfeiler – in erster Linie der Stabilisierung des Bauwerks im Fall von Erdbeben. Das von einer Capilla abierta begleitete Westportal der Kirche wurde nur an Festtagen geöffnet; ein weiteres Portal befindet sich auf der Nordseite. Die sehr hoch liegenden Maßwerk-Fenster könnten als Hinweis verstanden werden, dass die politisch-militärische Situation in Mittelamerika zur damaligen Zeit noch immer prekär war, so dass man sich gegen befürchtete Angriffe der Indianer wappnen wollte. Die vier Joche des Kirchenschiffs sind gut 16 m hoch und werden von sternförmigen Rippengewölben mit durchlaufender Scheitelrippe und Querrippen überspannt. Interessanterweise ist das Joch vor der halbrunden Apsis nicht wie später üblich durch eine Kuppel oder in anderer Weise hervorgehoben; die Apsis selbst besitzt ein kassettenförmig gestaltetes Rippengewölbe. Die ursprünglich von Andrés de Concha gefertigten Gemälde und Figuren des polygonal gebrochenen Hauptaltars wurden in der Zeit des Barock ausgetauscht; die Seitenaltäre sind allesamt spätbarocke Werke des 17. und 18. Jahrhunderts. Die Orgel stammt aus der Zeit um 1700; sie wurde – wie auch andere Teile der Kirche – Ende des 20. und zu Beginn des 21. Jahrhunderts restauriert.

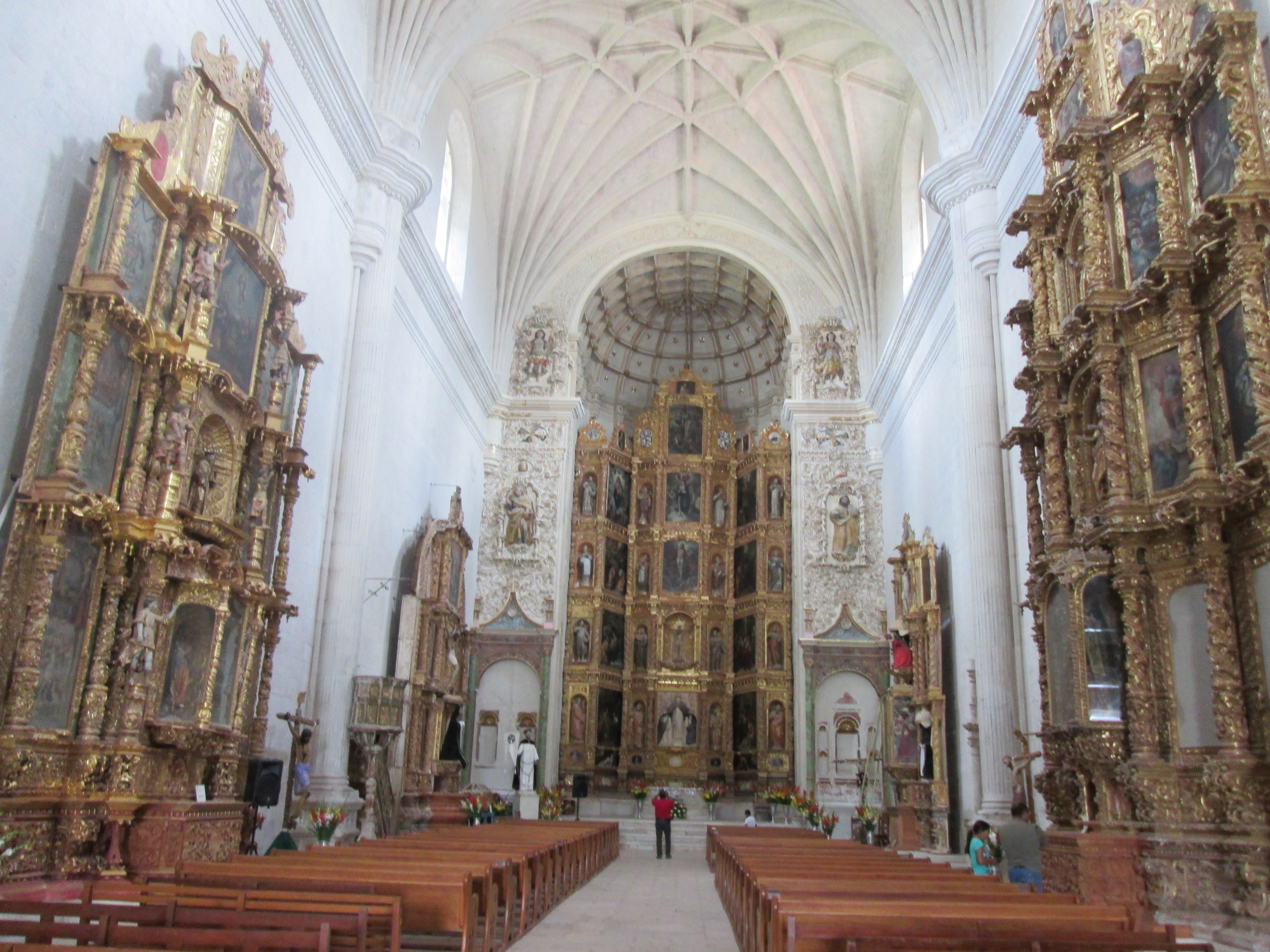
Kirchenschiff mit Schnitzaltären
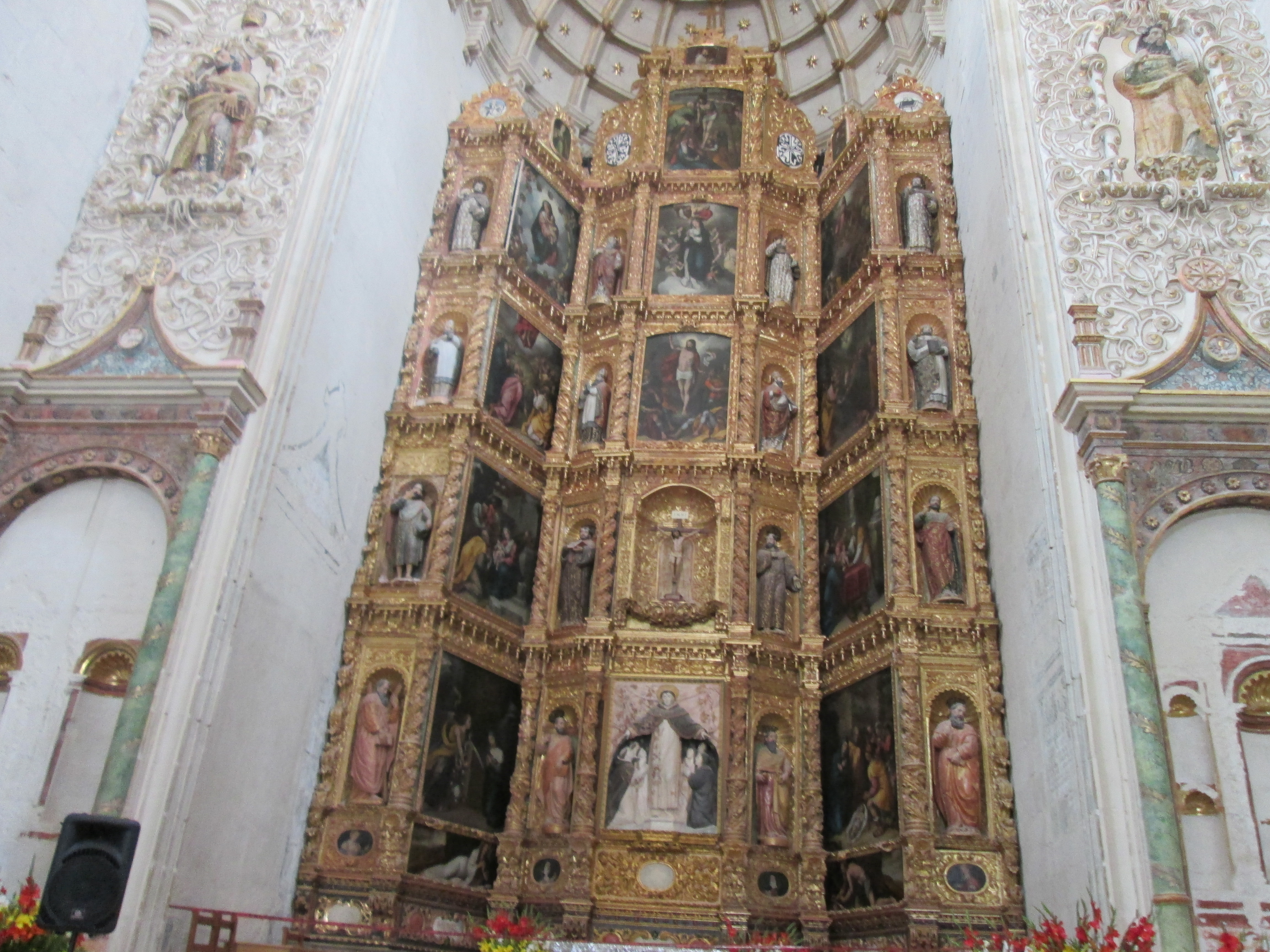
Renaissance-Hauptaltar
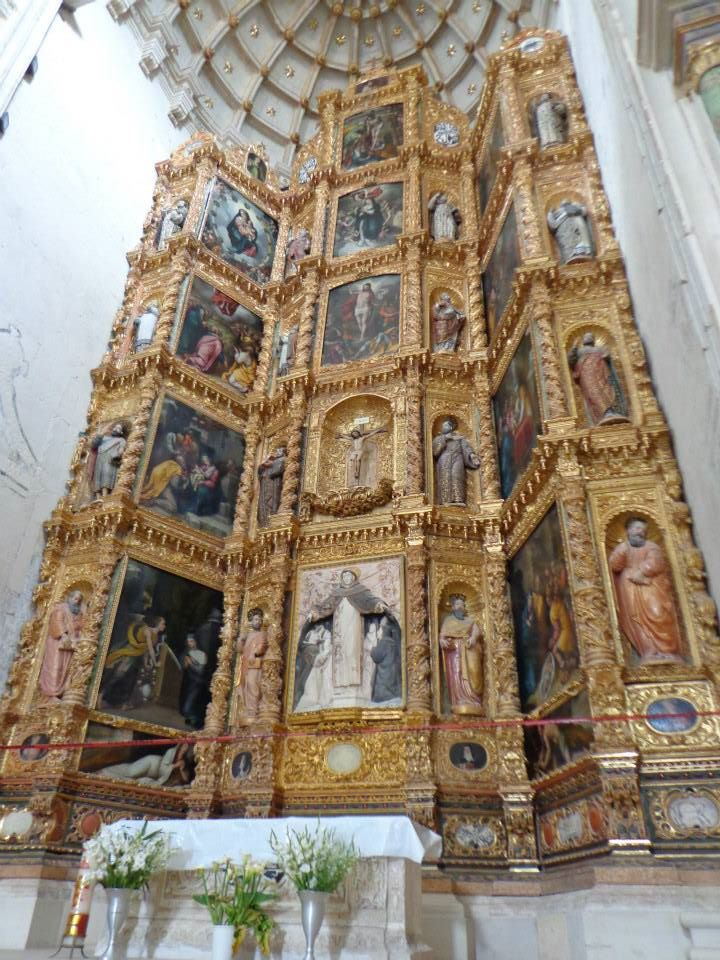
dto.

- Das angrenzende Kloster ist in Teilen zu einem Museum umgestaltet worden.[3]
- Ein Aquädukt versorgte den Ort und das Kloster mit Frischwasser.

## Sonstiges
Schmuckschild
Ein aus Yanhuitlán stammender goldener Schmuckschild mit Pfeilen und Türkiseinlagen befindet sich im Nationalmuseum für Anthropologie in Mexiko-Stadt.
Codex
Ein umfangreicher Codex aus gebundenem Papier, in welchem die Geschichte der Mixteken in den Jahren 1532 bis 1556 beschrieben sowie diverse Rechtsbeziehungen der Mixteken-Indianer untereinander festgelegt sind, wurde um 1560 in Yanhuitlán verfasst; das Original befindet sich heute in der Universitätsbibliothek von Puebla, eine Faksimile-Kopie ist im örtlichen Museum ausgestellt.